# Дугоуха лисица
Дугоуха лисица или шишмишоуха лисица (лат. Otocyon megalotis, енгл. bat-eared fox) je врста сисара из реда звери и породице паса (Canidae).

## Распрострањење
Врста је присутна у Анголи, Боцвани, Етиопији, Замбији, Зимбабвеу, Јужноафричкој Републици, Кенији, Мозамбику, Намибији, Сомалији, Судану и Танзанији.

## Станиште
Дугоуха лисица има станиште на копну.

## Угроженост
Ова врста није угрожена, и наведена је као последња брига јер има широко распрострањење.

### Популациони тренд
Популациони тренд је за дугоуху лисицу непознат.